# Панетолико
Панетолико (на гръцки: Παναιτωλικό) е планина в Западна Гърция, североизточна Етолоакарнания.
Най-високия връх на планината се издига на 1924 м – Кира-Вгена (Κυρα-Βγένα). Дължината ѝ е около 25 км от изток на запад, а ширината – около 15 км.
Флората се състои от храсти. В по-голямата си част планината е скалиста и гола и се използва за пасища. Има изградени язовири по поречията на късите рекички които извират от нея и се вливат в Йонийско море или Коринтския залив.
Панетолико дава името си на едноименния ном. Планината съставлява най-южната част от масива на Пинд. На изток от нея са планините на Евритания и Велухи.